# Tanshelf
Tanshelf var en civil parish från 1866 till 1920 då den blev en del av Pontefract, i grevskapet West Riding of Yorkshire (nu West Yorkshire), i England. Denna civil parish hade 7 002 invånare år 1911. Byn nämndes i Domedagsboken (Domesday Book) år 1086, och kallades då Tateshale/Tateshalla/Tateshalle/Tatessella.